# 豊町 (浜松市)
豊町（ゆたかちょう）は静岡県浜松市中央区の町名。丁番を持たない単独町名である。住居表示未実施。

## 地理
浜松市中央区の北東部に位置する。東で磐田市匂坂上（さぎさかかみ）及び匂坂中、西で笠井町及び笠井上町、南で恒武町及び豊西町、北で浜名区善地、高薗及び竜南と接する。

### 学区
小学校・中学校の学区は以下の通りである。
- 浜松市立豊西小学校
- 浜松市立笠井中学校

## 歴史

### 沿革
- 1889年（明治22年）4月1日 - 町村制の施行により、倉中瀬村・石原村・羽鳥村が周辺の村と合併して豊田郡豊西村が発足。旧村名は引き続き大字として残る。
- 1896年（明治29年）4月1日 - 郡制の施行により、浜名郡へ所属変更。
- 1951年（昭和26年）4月1日 - 豊西村が笠井町と合併。
- 1954年（昭和29年）3月31日 - 笠井町が浜松市に編入。
- 1955年（昭和30年）10月20日 - 大字倉中瀬、大字石原及び大字羽鳥を合わせて豊町を新設[書籍 1]。
- 1981年（昭和56年）9月1日 - 浜北市大字高薗との間で境界変更が実施される[WEB 8]。
- 2007年（平成19年）4月1日 - 浜松市が政令指定都市となる。豊町は東区の一部となる。
- 2024年（令和6年）1月1日 - 浜松市の行政区再編により、豊町は中央区の一部となる。

## 施設
- 浜松市東部衛生工場
- ユタカ技研 本社・豊製作所
- ダイコー化学工業 本社・浜松事業所
- パスコン 本社
- シンズ工業 本社・Techno Labo
- 遠州鉄道浜松東営業所
- 松阪興産浜松工場
- 中部電力パワーグリッド豊町変電所
- ゆたか緑地
- 臨済宗方広寺派金光山正光寺
- 曹洞宗龍雲山源長院
- 曹洞宗藏泉寺
- 羽鳥八幡神社
- 服織神社

## 交通

### バス
- 遠鉄バス - 浜松東営業所内に笠井上町停留所が設置されている。また、自転車駐輪場を併設している。
  - 75笠井線：宮竹・労災病院経由浜松駅行
  - 74蒲線：さぎの宮、中田町経由浜松駅行
  - 77蒲線：さぎの宮、（イオン市野）、東海染工経由浜松駅行
  - 78蒲線：産業展示館、労災病院経由浜松駅行

### 道路
- 静岡県道45号天竜浜松線（笠井街道）

## その他

### 警察
警察の管轄区域は以下の通りである。
| 番・番地等 | 警察署       | 交番・駐在所 |
| ---------- | ------------ | ------------ |
| 全域       | 浜松東警察署 | 笠井交番     |

### 消防
消防の管轄区域は以下の通りである。
| 番・番地等 | 消防署   | 本署/出張所  |
| ---------- | -------- | ------------ |
| 全域       | 東消防署 | 上石田出張所 |

### 書籍
1. ↑  『わがまち文化誌 笠井』浜松市笠井公民館、1993年10月29日、43頁。

### WEB
1. ↑  “h02_22.csv”.   総務省 (2022年2月10日). 2024年6月28日閲覧。
2. ↑  “chuouku_menseki.xlsx”.   浜松市 (2024年3月12日). 2024年6月28日閲覧。
3. ↑  “静岡県 浜松市中央区 豊町の郵便番号 - 日本郵便”.   日本郵便. 2025年2月15日閲覧。
4. ↑  “市外局番の一覧”.   総務省 (2022年3月1日). 2024年6月28日閲覧。
5. ↑  “事業所案内及び管轄地域（事務所3件、分室3件）”.   一般社団法人静岡県自動車会議所. 2024年6月28日閲覧。
6. ↑  “住居表示実施状況／浜松市”.   浜松市 (2024年1月4日). 2024年6月28日閲覧。
7. ↑  “学校名から探す／浜松市”.   浜松市 (2024年1月1日). 2024年6月28日閲覧。
8. ↑  “historyofcities.pdf”.   静岡県総務部合併推進室・財団法人静岡県市町村振興協会. 2024年10月10日閲覧。
9. ↑  “笠井交番｜静岡県警察”.   静岡県警察 (2024年1月1日). 2024年6月28日閲覧。
10. ↑  “消防署の町別管轄「ゆ」／浜松市”.   浜松市 (2020年3月25日). 2024年6月28日閲覧。